# بوریسوو (سرزمین آلتای)
بوریسوو (به لاتین: Borisovo) یک منطقهٔ مسکونی در روسیه است که در سرزمین آلتای واقع شده‌است.